# Radiotelescoop Effelsberg

Close-up

De radiotelescoop Effelsberg bevindt zich nabij Effelsberg, een stadsdeel van Bad Münstereifel in Noordrijn-Westfalen (Duitsland).
De telescoop is gebouwd tussen 1968 en 1971 en werd in augustus 1972 in bedrijf genomen. Hij wordt beheerd door het Max-Planck-Institut für Radioastronomie in Bonn. Het was de opvolger van de kleinere (25-m) Stockert Radiotelescoop uit 1956.
Met zijn paraboolantenne van 100 meter diameter was hij tot het jaar 2000 de grootste bestuurbare radiotelescoop van de wereld. Toen nam de Green Bank Telescope in de Verenigde Staten die titel over.
In 1976 werd de telescoop afgebeeld op een Duitse postzegel van 500 pfennig.
Naast de telescoop is een meetstation van de LOFAR (Low Frequency Array) gebouwd.

## Planetenweg
In de buurt van de telescoop bevindt zich een wandelpad met een lengte van 800m met een beschrijving van de planeten van het zonnestelsel. 

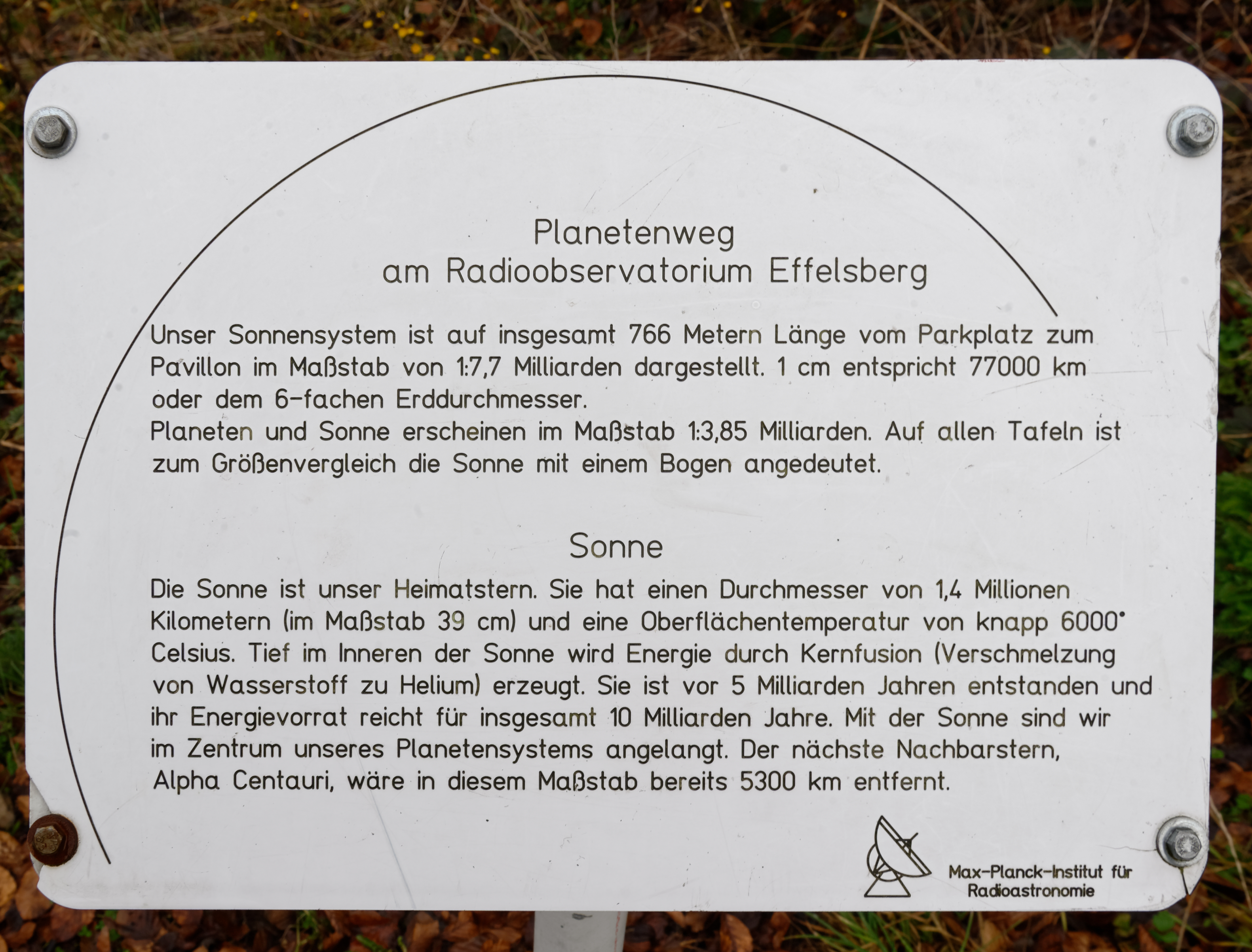
Zon
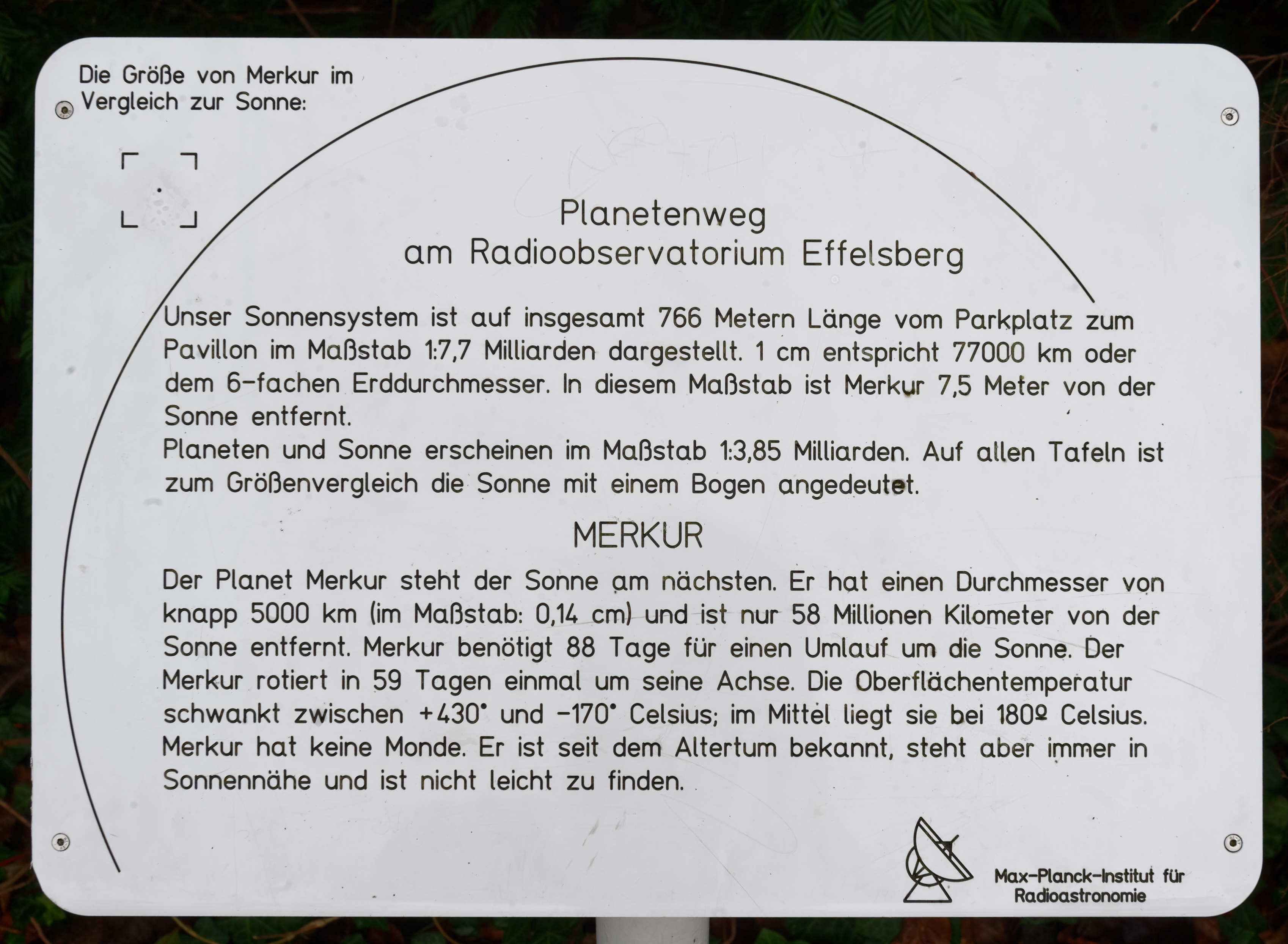
Mercurius
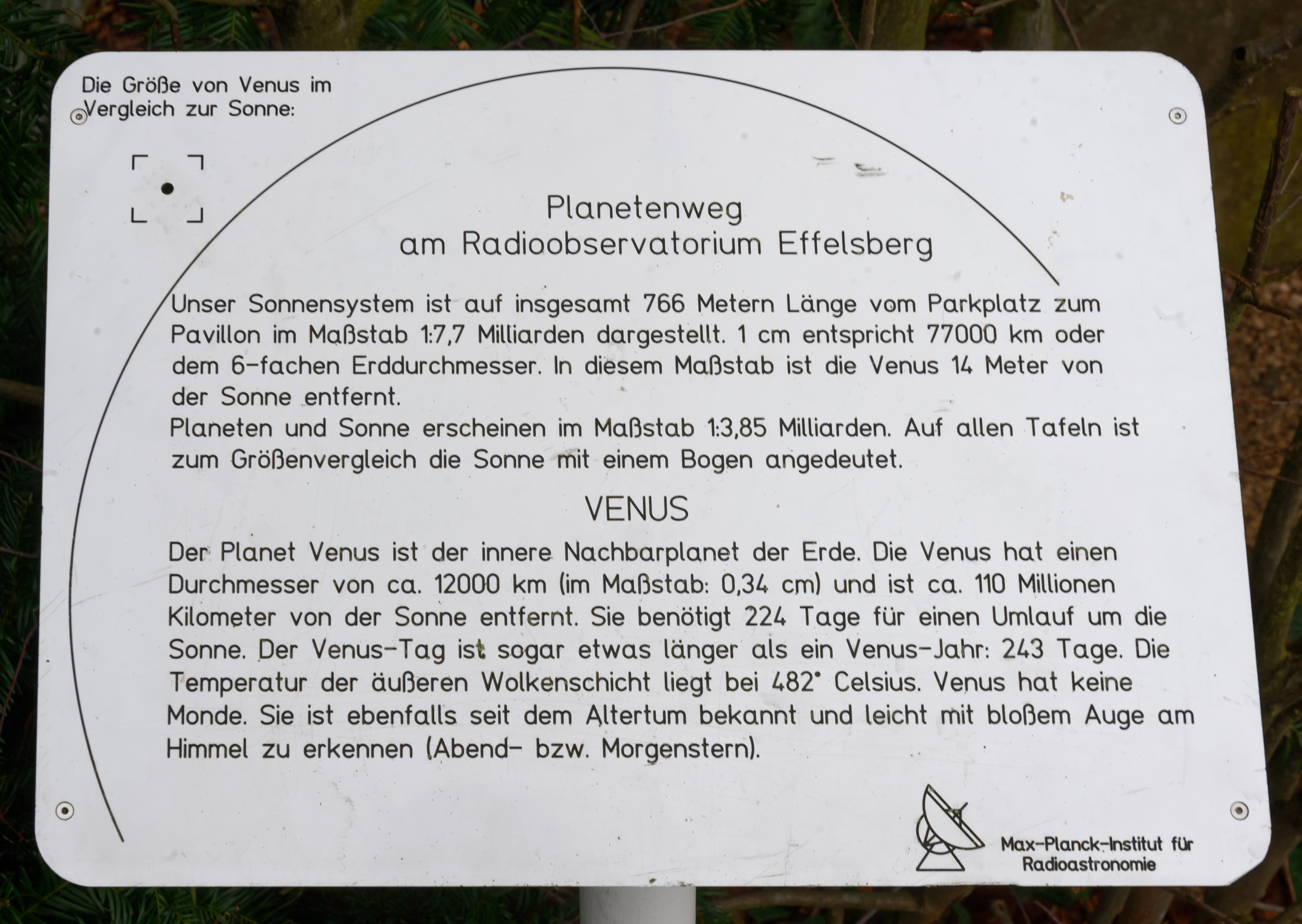
Venus
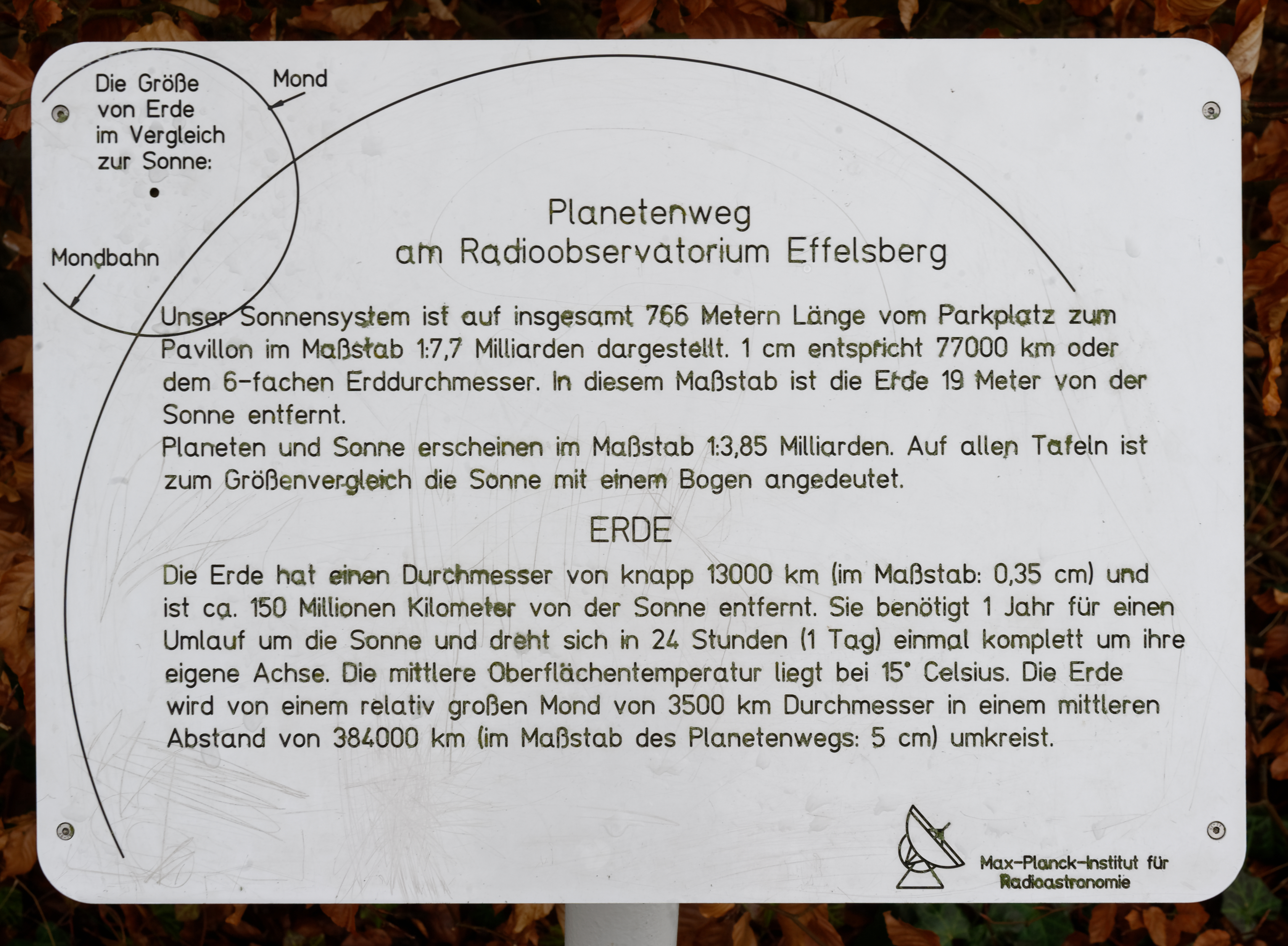
Aarde
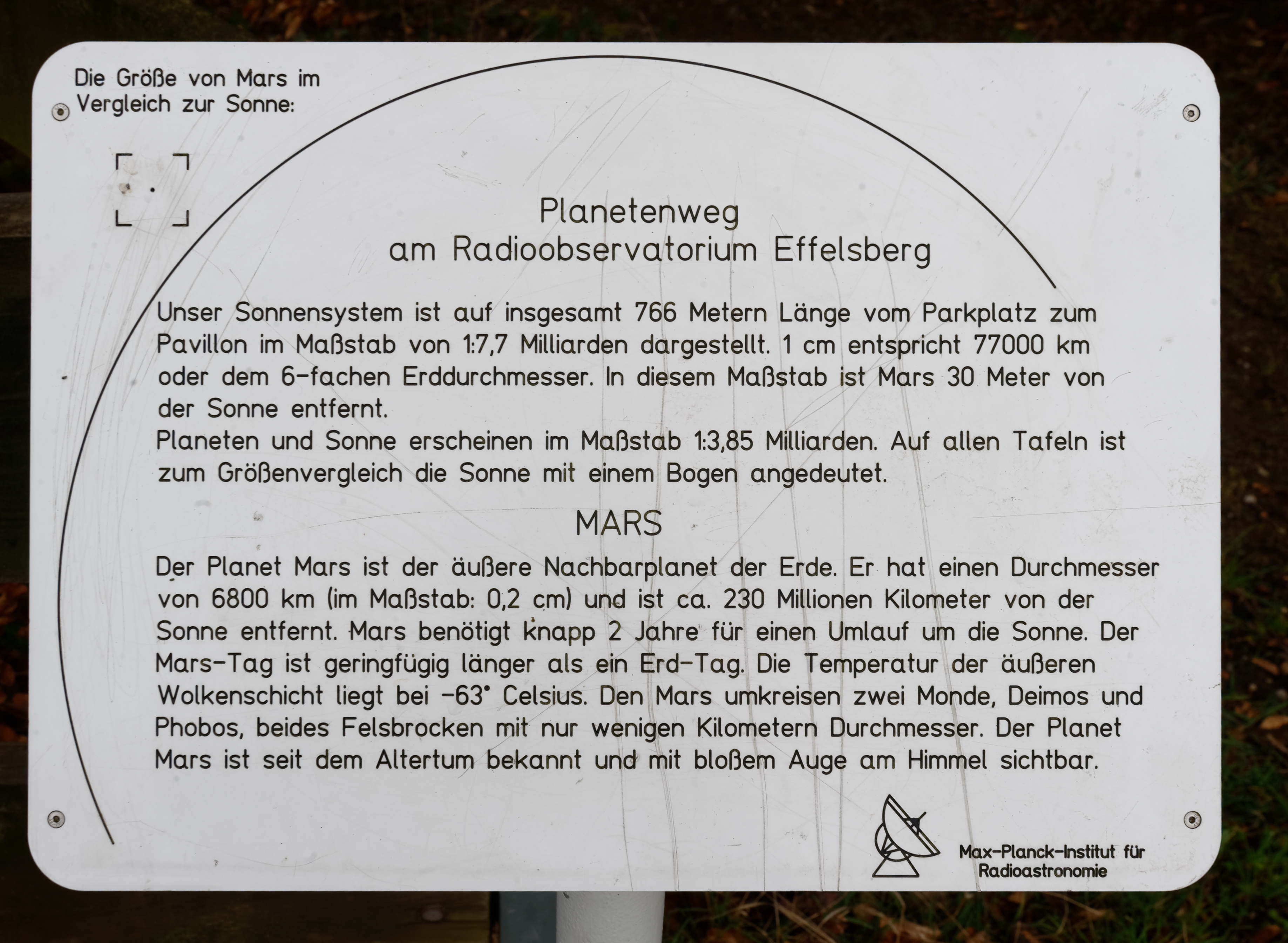
Mars
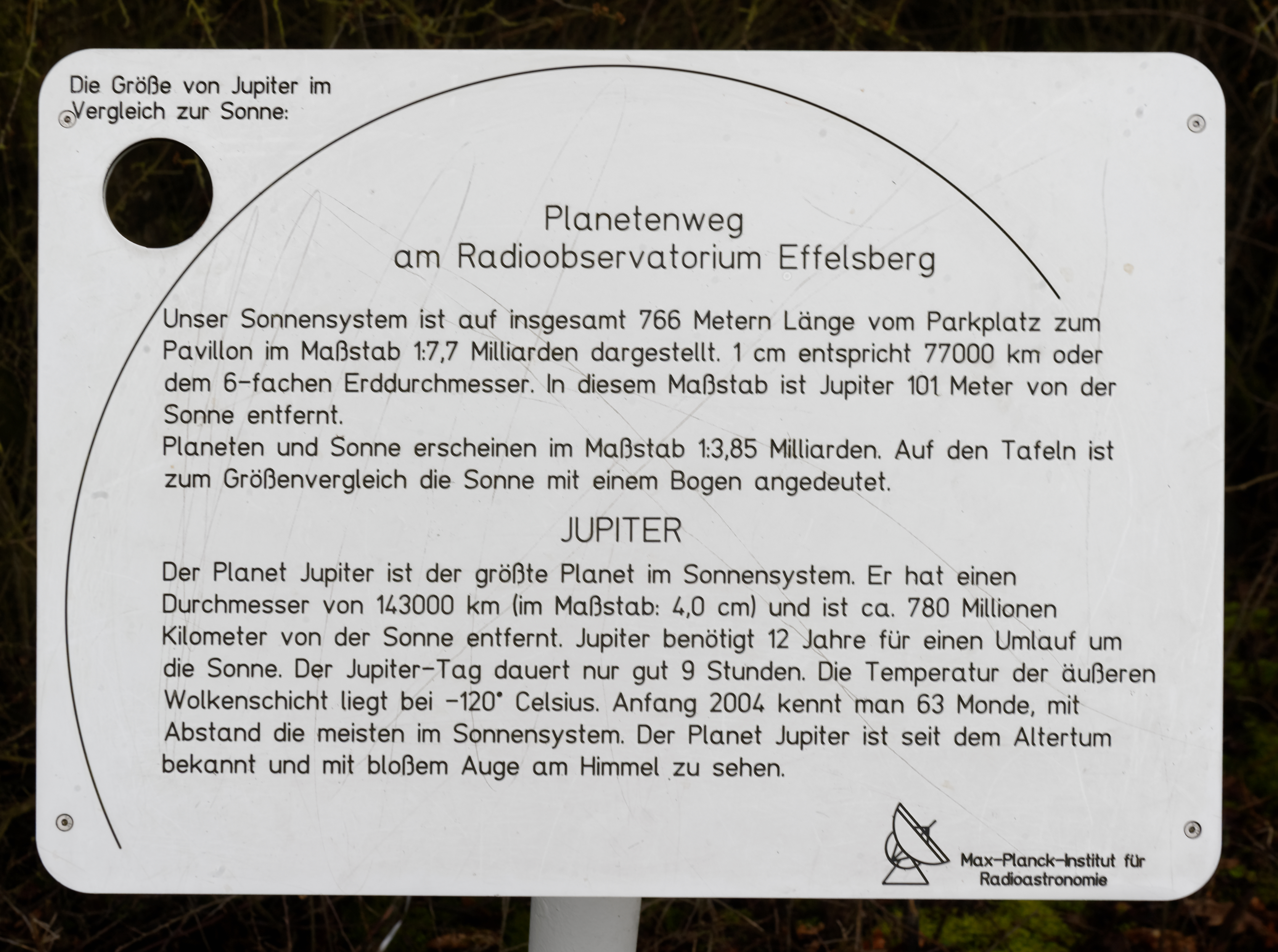
Jupiter
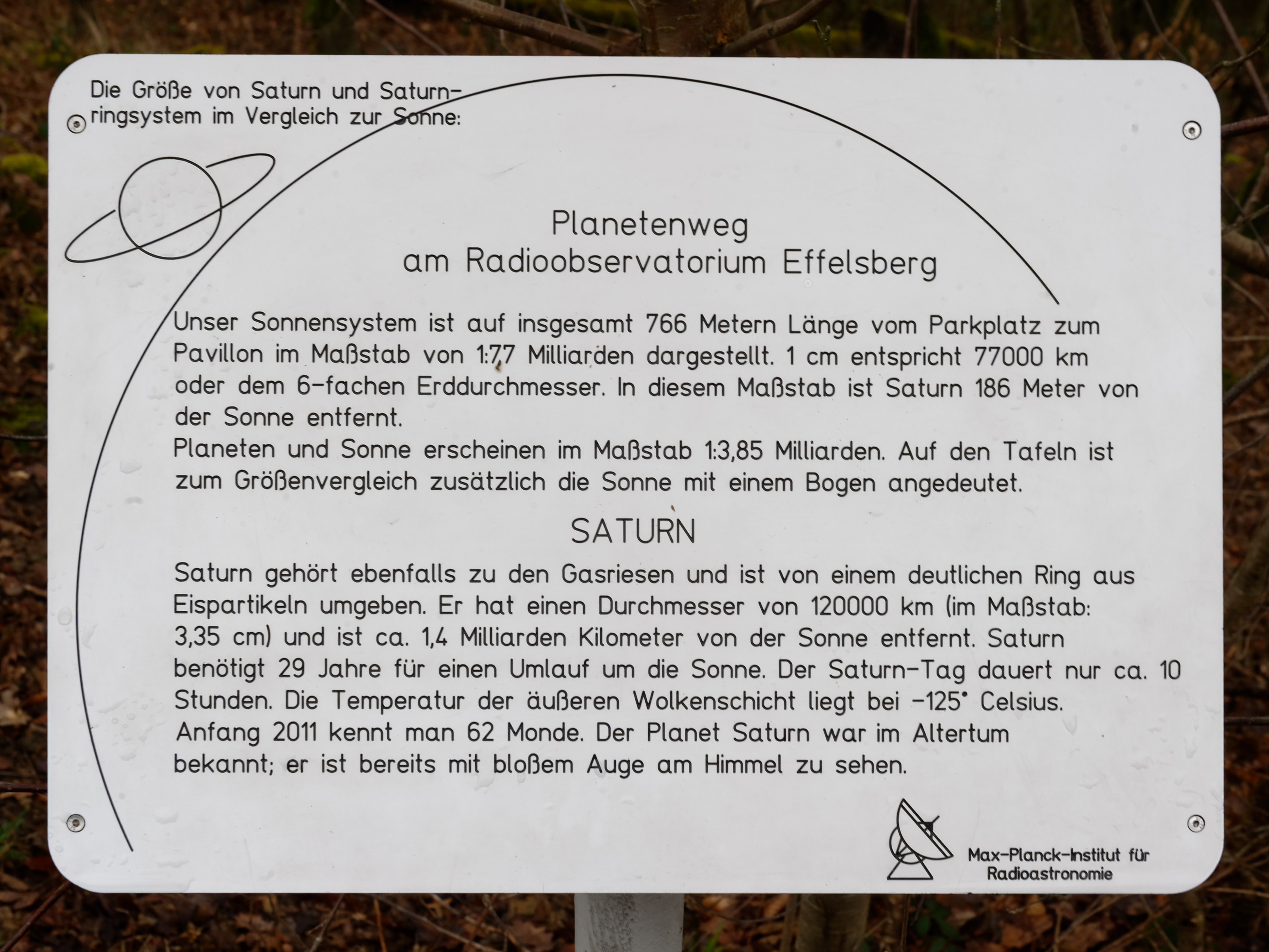
Saturnus
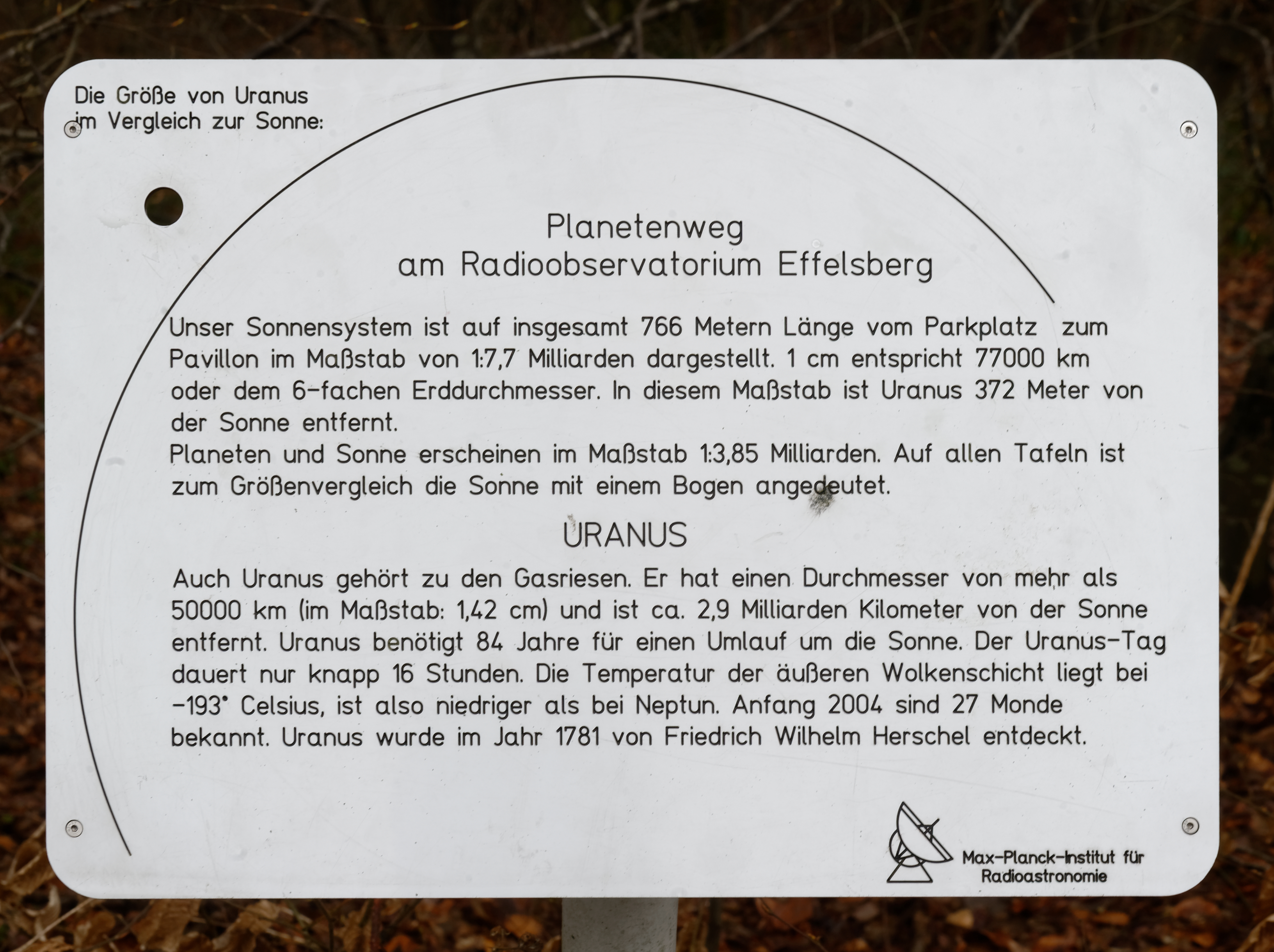
Uranus
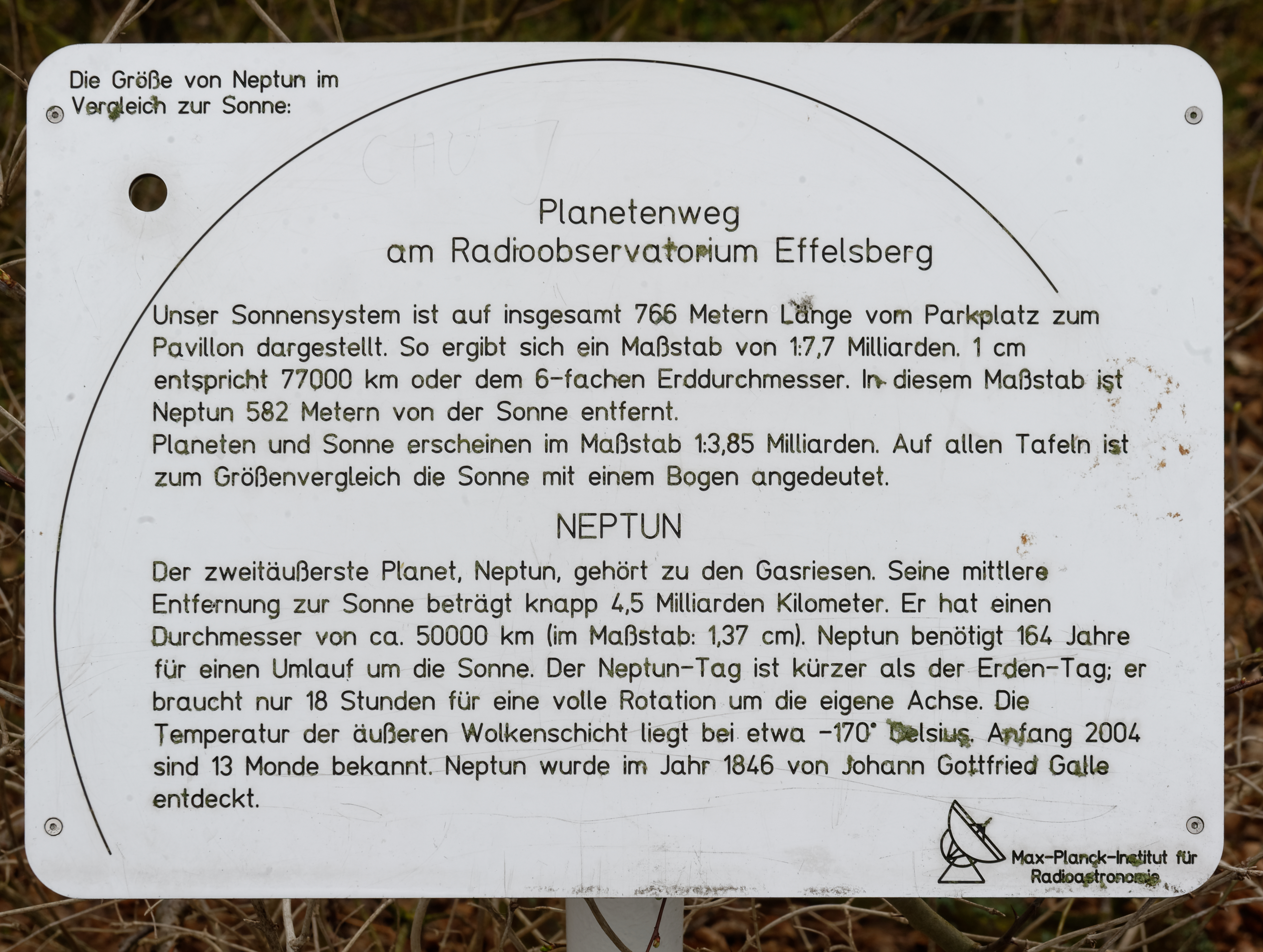
Neptunus
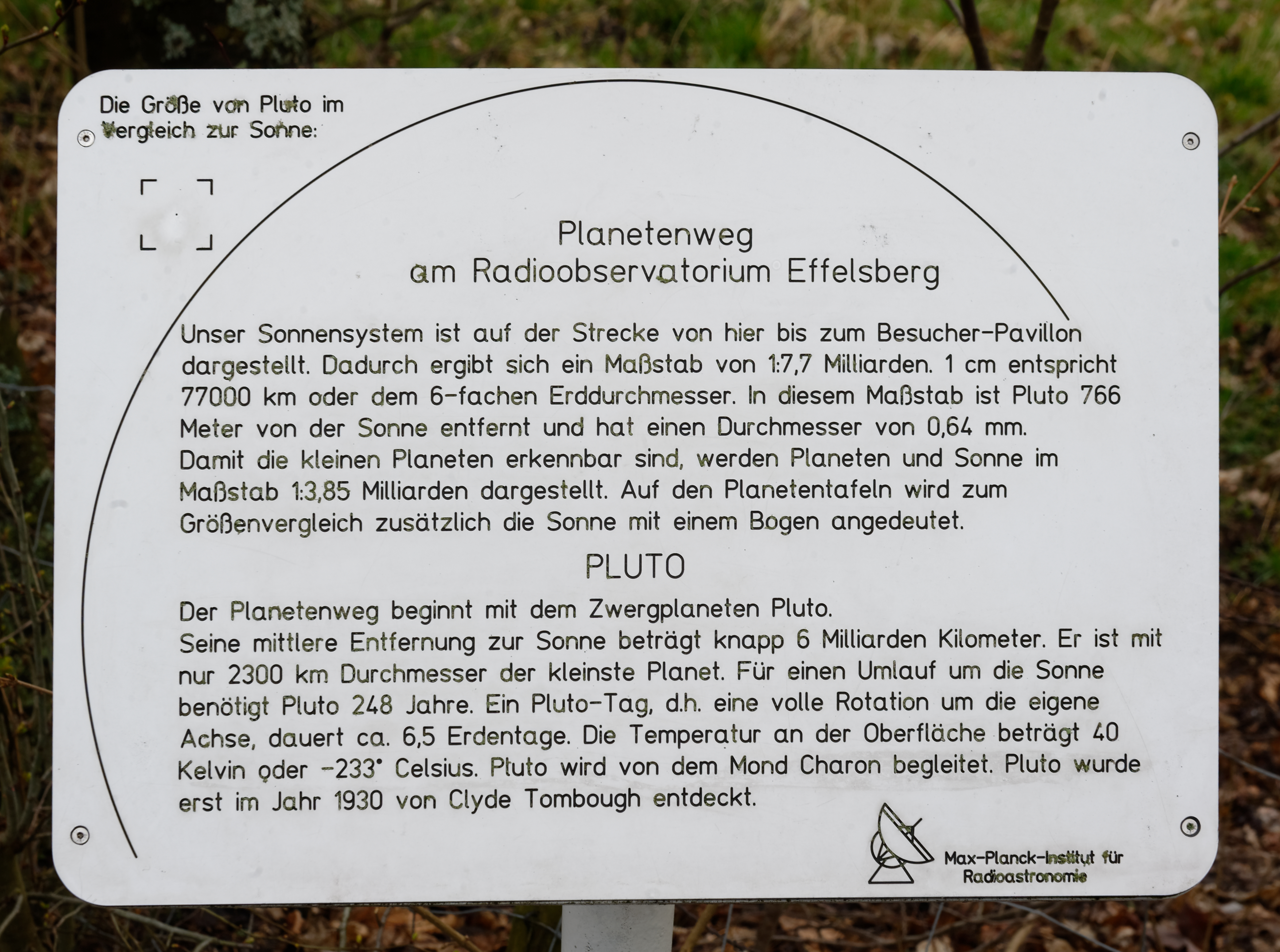
Pluto